# 교토 시영 지하철 가라스마선
교토 시영 지하철 가라스마선(일본어: 京都市営地下鉄烏丸線)은 교토부 교토시 사쿄구에 위치한 고쿠사이카이간 역에서 후시미구의 다케다 역을 잇는 교토 시영 지하철의 노선이다.

## 개요
교토 시의 최초 시영 지하철 노선이다. 기타오지 역 - 주조 역간은 가라스마 도리의 지하를 지나 도시 중심부를 남북으로 관통하고 있다.
개업 당시에는 4량 편성으로 운행되고 있었지만, 다케다 역의 남측 개업 이후에는 전 열차가 6량 편성으로 운행되고 있으며 거의 모든 역의 승강장이 장래 증결에 대응한 유효장으로 되어 있다.

### 노선의 특징
연선에는 아래의 대학이 소재하고 있다.
- 교토 세이카 대학(고쿠사이카이간 역에서 셔틀버스 운행. 가장 가까운 역은 에이잔 전철 교토세이카다이마에 역이다.)
- 교토 공예섬유대학(마쓰가사키 역)
- 교토 부립 대학, 교토 노트르담 대학
- 오타니 대학, 오타니 대학 단기 대학부(기타오지 역)
- 도시샤 대학, 도시샤 여자 대학(이마데가와 부지: 이마데가와 역)
- 붓쿄 대학(무라사키노 캠퍼스: 기타오지 역에서 버스, 시조 센터: 시조 역)
- 류코쿠 대학·류코쿠 대학 단기 대학부(후가쿠사 교사: 구이나바시 역, 오미야 교사: 교토 역. 다만 후가쿠사 교사는 게이한 본선 후가쿠사 역 쪽이 가깝다)

교토 시내 주요 관광지 가운데 연선에 소재하는 것은 교토 고쇼(이마데가와 역, 마루타마치 역, 히가시 혼간지(교토 역, 고조 역)등에 그쳤고 그 외의 주요 관광지에는 지하철 도자이 선, 교토시 버스·교토 버스 등 노선 버스 이용이 되는 경우가 많다.

## 역사
- 1974년: 가라스마 선 기공(착공). 이 해에 발매된 '기념 메달과 승차권의 세트'에서 개업시의 시운전에 승차 가능했다.
- 1981년 5월 29일: 기타오지 역 - 교토 역 간 개업. 10계 전동차 영업운행 개시
- 1988년 6월 11일: 교토 역 - 다케다 역 간 개업.
- 1988년 8월 28일: 긴키 닛폰 철도 교토 선 신타나베 역까지 직결 운행 개시. 긴키 닛폰 철도 3200계 전동차의 운행 개시
- 1990년 10월 24일: 기타야마 역 - 기타오지 역 간 개업
- 1997년 5월 22일: 도자이 선 개업에 앞서 이케 역을 가라스마오이케 역으로 개칭.
- 1997년 6월 3일: 고쿠사이카이간 역-키타야마 역 간 개업으로 전구간 개통(정오부터 영업 개시).
- 2000년 3월 15일: 고쿠사이카이간 역 - 긴키 닛폰 철도 나라 역 간 직통 급행 운행 개시. 긴키 닛폰 철도 3220계 전동차 운행 개시
- 2011년 3월 25일: 당일부터 접근 방송과 접근 멜로디가 갱신되어 입선 멜로디가 도입되었다. 또한 방송은 남녀별로 다른 멜로디도 상하 방향별로 다른 것을 사용하고 있다.

## 운행 형태
가라스마 선 반복 운행 외에 다케다 역에서 긴키 닛폰 철도(긴테쓰)교토 선으로 연장 운행하는 상호 직결 운행을 하고 있다. 2012년 3월 20일 개정 다이아에서 낮 시간대는 1시간 8편(7분 30초 간격. 가라스마 선 반복 5편, 신타나베 직통 보통 2편, 나라 직통 급행 1편)이 운행된다. 구간 운행은 없고 전 열차가 고쿠사이카이간 역과 다케다 역 간을 운행하고 있다.

### 가라스마 선 반복
가라스마 선 반복 열차는 낮에는 매시 5편 운행된다. 다객기(가을 성수기, 기온마쓰리, 대문자 태워보내기 행사)에는 증편하는 경우가 있다.
교토 시 교통국의 차량과 주행 거리를 맞추기 위해 긴테쓰의 차량도 운용되고 있다. 역의 행선 안내와 열차의 행선막에 열차 종별은 나타나지 않고 '고쿠사이카이간', '다케다'등의 행선만 표시된다. 덧붙여 행선막의 경우 3200계는 열차 종별을 표시하지 않는 것(행선만 검은 문자)이 별도로 준비되어 있지만, 3220계는 열차 종별 표시를 표시 없음(흑색)으로 운행한다. 직통 열차도 상행 열차(고쿠사이카이간행)의 경우는 다케다 역으로의 행선 표시만으로 변경된다.

### 신타나베 직통 보통
긴테쓰 교토 선 신타나베 역 발착의 열차가 낮에는 매시 2편(30분 간격) 운행된다.
새벽에 1편만 긴테쓰 미야쓰 역 출발 고쿠사이카이간행 보통이 운행되고 있다(긴테쓰 미야쓰행 열차는 없다). 또한 도시샤 대학 교타나베 교지(캠퍼스)에 가까운 코도 역은 급행이 정차하지 않는 것과 가라스마 선 직통 보통 열차가 신타나베 역에서 종착하기 때문에 긴테쓰 보통 운행 간격이 7분 반 - 22분 반 간격으로 벌어져있다(자세한 것은 '코도 역'의 항목을 참조).

### 긴테쓰 나라 직통 급행
2000년 3월 15일의 다이아 개정으로 등장했다. 긴테쓰 나라 역발착의 급행 열차(가라스마 선내 각역 정차)가 낮 시간대에 매시 1편(60분 간격), 아침에도 고쿠사이카이간 역 출발만 2편(토·휴일은 1편)운전된다. 덧붙여 2012년 3월 20일의 다이아 개정 이전에는 낮 시간대는 매시 2편(30분 간격) 운행되고 있었다.

## 차량
10계
긴테쓰 선에서는 지하철 노선과 직결 운행을 실시하는 다케다 역 - 신타나베 역·긴테쓰 나라 역 간에서만 운행한다. 긴테쓰 선내에서의 운행은 없다.
가라스마 선 내에서의 행선막으로는 '고쿠사이카이간'·'다케다'외에 과거의 종착역인 '교토'(긴테쓰 차는 긴테쓰 선의 교토행이 있기 때문에 현재도 사용중)·'기타 오지'·'기타야마' 그리고'가라스마오이케'행의 것이 있다. '가라스마오이케'행은 평소에는 사용되지 않지만 2005년 5월 23일 교토역에서 연기 발생 소동 당시 사용된 적이 있다(지하철 차량은 일부를 제외하고 비상 건넘선이 존재하는 역의 행선지도 들어 있다).

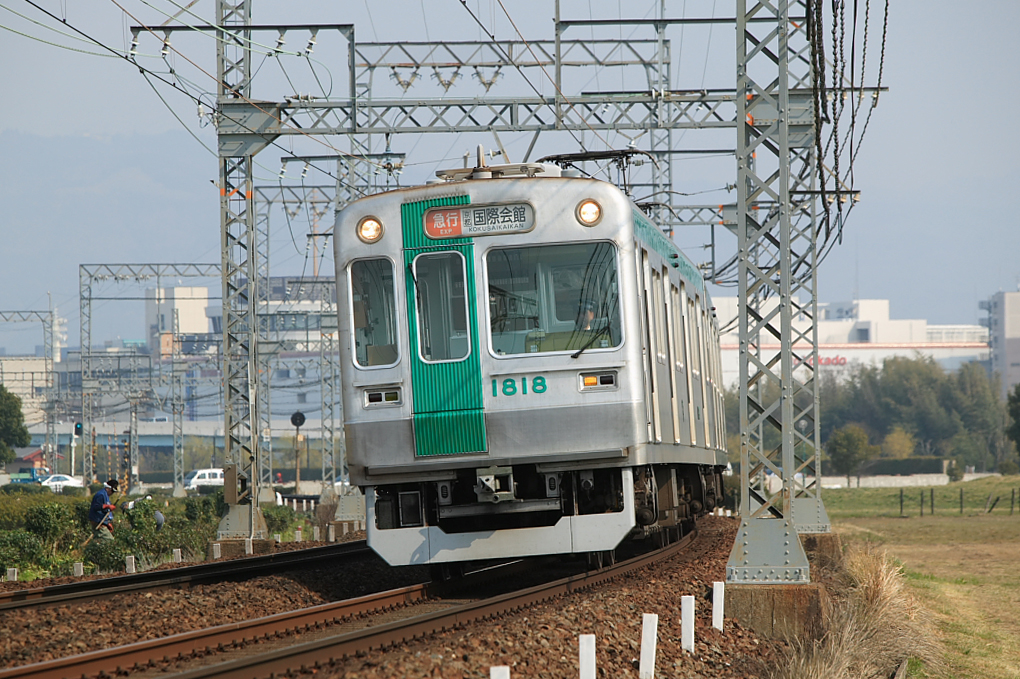
10계 최종 증비차량

3200계
3220계
둘다 긴테쓰 교토 선, 가시라하 선(급행만 주로 긴테쓰 교토 발착), 덴리 선(급행 한정, 운용수는 희소), 나라 선·난바 선(주로 보통, 구간 준급, 준급)에서도 운행되고 있다. 종일 긴테쓰 선내에서만, 혹은 지하철 가라스마 선내에서의 운용도 있다. 그래서 교토 역에서는 가라스마 선, 긴테쓰 선 양쪽 승강장에 진입하고 있으며 양측 모두 한신 직통 대응 공사는 시행되지 않아 오사카 난바 역 - 사쿠라가와 역 간의 회송 열차를 제외하고 한신 선으로의 연장 운행은 하지 않았다.

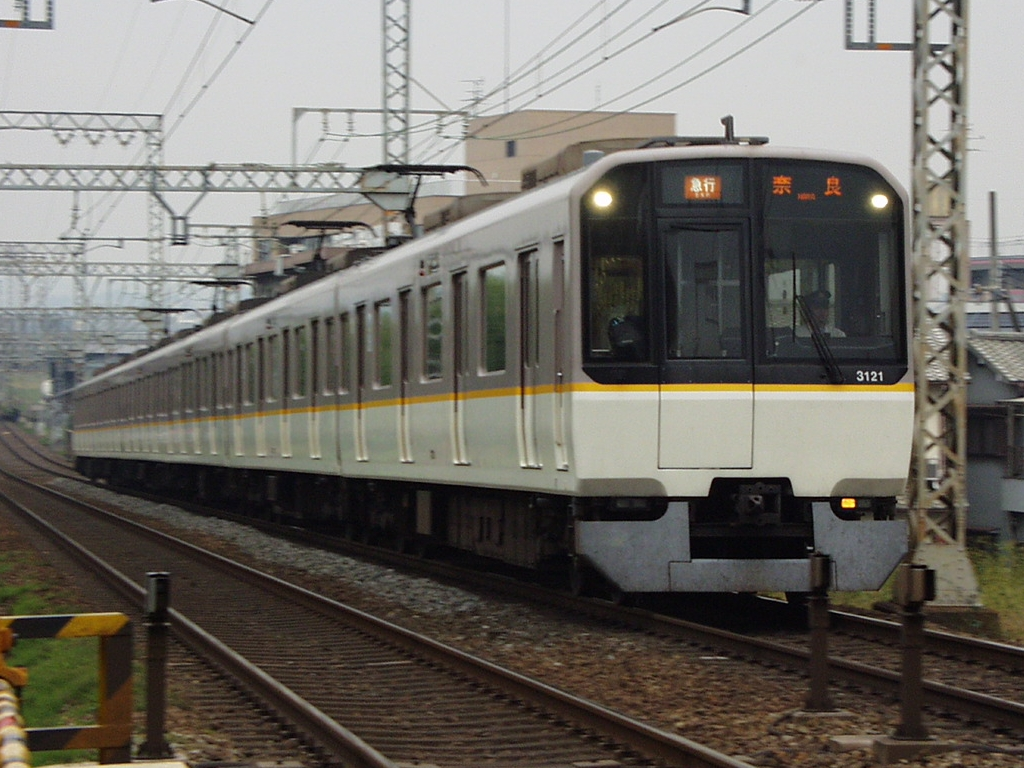
긴테쓰 3220계／신오오미야 역 부근

## 역 목록
| 역 번호 | 역 이름                                       | 일본어 이름                        | 거리 (km) | 접속 노선 | 소재지 | 소재지   | 소재지 |
| ------- | --------------------------------------------- | ---------------------------------- | --------- | --- | ------ | -------- | ------ |
| K01     | 고쿠사이카이칸 (도시샤 이와쿠라 캠퍼스 앞)    | 国際会館 (東社岩倉キャンパス前)    | 0.0       | 에이잔 전철: 쿠라마 선(이와쿠라 역) | 교토시 | 사쿄구   |        |
| K02     | 마쓰가사키 (다카라가이케 자동차 교습소 앞)    | 松ヶ崎 (宝ヶ池カーレッスン宗前)    | 1.6       | | 교토시 | 사쿄구   |        |
| K03     | 기타야마 (교토 콘서트홀 앞)                   | 北山 (京都コンサートホール前)      | 2.6       | | 교토시 | 기타구   |        |
| K04     | 기타오지 (오타니 대학 앞)                     | 北大路 (大谷大学前)                | 3.8       | | 교토시 | 기타구   |        |
| K05     | 구라마구치 (아크레이 주식회사 교토 연구소 앞) | 鞍馬口 (株式会社ARKRAW 京都ラボ前) | 4.6       | | 교토시 | 가미교구 |        |
| K06     | 이마데가와 (도시샤 앞)                        | 今出川 (都市社前)                  | 5.4       | | 교토시 | 가미교구 |        |
| K07     | 마루타마치 (헤이 안성 학원 앞)                | 丸太町 (ヘイ安城学園前)            | 6.9       | | 교토시 | 나카교구 |        |
| K08     | 가라스마오이케 (아다치 병원 앞)               | 烏丸御池 (足立病院前)              | 7.6       | ■교토 시영 지하철 도자이 선 | 교토시 | 나카교구 |        |
| K09     | 시조 (다이마루 교토점 앞)                     | 四条 (大丸京都店前)                | 8.5       | 한큐 전철 교토 본선 가라스마역 | 교토시 | 시모교구 |        |
| K10     | 고조 (선·클로렐라 앞)                         | 五条 (サン・クロレラ前)            | 9.3       | | 교토시 | 시모교구 |        |
| K11     | 교토 (포르타 앞)                              | 京都 (ポルタ前)                    | 10.3      | 도카이 여객철도: 도카이도 신칸센 서일본 여객철도: 도카이도 본선(JR 교토 선, 비와코 선), 고세이 선, 산인 본선(사가노 선), 나라 선 긴키 닛폰 철도: 교토 선 | 교토시 | 시모교구 |        |
| K12     | 구조                                          | 九条                               | 11.1      | | 교토시 | 미나미구 |        |
| K13     | 주조 (NS 슬리터 니시무라 제작소 앞)           | 十条 (NSスリッター 西村製作所前)   | 11.8      | | 교토시 | 미나미구 |        |
| K14     | 구이나바시 (류고쿠 대학 앞)                   | くいな橋 (龍谷大学前)              | 13.0      | | 교토시 | 후시미구 |        |
| K15     | 다케다 (조난구 앞)                            | 竹田 (城南宮前)                    | 13.7      | 긴키 닛폰 철도: 교토선(직결 운행) | 교토시 | 후시미구 |        |

## 연장 계획
아부라노코지 도리 고밀도 집적 지구로 지정되어 활성화를 기대하며 다케다 역에서 긴테쓰 교토 선과 분기하는 요코오지 부근까지 4.4km를 연장할 계획이 있다. 노선은 성앞의 큰 길을 지나 게이한 본선 주쇼마 역과 도요 역 사이 부근까지로 되어있다. 긴키 지방 교통 심의회(국토교통성의 자문 기관)가 2004년 10월 8일에 중장기적으로 원하는 철도 네트워크로서 다케다 역 이남의 연장 계획을 답신했다.
게다가 우지 강을 넘어 남진해 우지 강 남부에 계획되고 있는 라쿠난 신도시까지의 연장 구상도 있었지만, 긴키 지방 교통 심의회 답신에서는 언급하지 않고 있다. 북단도 이와쿠라 지구까지 연장하는 구상이 있었는데 이쪽도 긴키 지방 교통 심의회 답신에서는 일절 언급하지 않고 있다.